# Большой (остров, море Лаптевых)
Большо́й — остров архипелага Северная Земля. Административно относится к Таймырскому Долгано-Ненецкому району Красноярского края.
Расположен в море Лаптевых в центральной части архипелага у побережья острова Большевик севернее бухты Амба. Входит в состав островов Береговых. Другой остров группы — Малый, лежит к северо-западу от него.
Имеет овальную, вытянутую с юго-запада на северо-восток форму. Берега пологие и ровные. Существенных возвышенностей на острове нет.

## Топографические карты
- Лист карты T-47-X,XI,XII фьорд Марата. Масштаб: 1 : 200 000. Состояние местности на 1982 год. Издание 1992 г.